# Форсајт (Монтана)
Форсајт (енгл. Forsyth) град је у америчкој савезној држави Монтана.

## Демографија
По попису из 2010. године број становника је 1.777, што је 167 (-8,6%) становника мање него 2000. године.
| Група             | 2000.         | 2010.         |
| Белци             | 1.838 (94,5%) | 1.665 (93,7%) |
| Афроамериканци    | 4 (0,2%)      | 8 (0,5%)      |
| Азијати           | 16 (0,8%)     | 14 (0,8%)     |
| Хиспаноамериканци | 24 (1,2%)     | 43 (2,4%)     |
| Укупно            | 1.944         | 1.777         |